# Donald Poliquin
Pour les articles homonymes, voir Poliquin.
Donald Honoré Poliquin est né le 30 mai 1946 à Hallebourg (près de Hearst en Ontario). Reconnu par ses pairs comme le patriarche de la musique franco-ontarienne, il a parcouru plusieurs coins de la planète grâce à ses interprétations de pièces musicales folkloriques. Il est aussi un enseignant de musique à la retraite, ayant terminé sa carrière à l’École secondaire catholique de Plantagenet.

## Biographie
Donald est le seul garçon d’une famille de trois enfants. Son père travaille dans la forêt avec ses chevaux, et sa mère s’occupe des enfants à la maison. Par la suite, la petite famille déménage à Hearst.
La musique a toujours eu une place importante dans la famille Poliquin. La mère de Donald joue de l’accordéon, et sa sœur du piano. Au party du jour de l’An et aux autres fêtes, il y a toujours de la musique. C’est un gros party : il y a ses tantes qui chantent l’Évangéline en chœur. Donald a appris par lui-même à jouer des instruments. En 9e année, il reçoit un saxophone et apprend seul à jouer de cet instrument.
M. Poliquin a fait plusieurs petits métiers, dont vendeur dans un magasin de vêtements pour hommes, fermier, animateur de l’Association canadienne-française de l’Ontario (ACFO), ouvrier dans un moulin, musicien dans les clubs, chroniqueur pour le journal Le Nord de Hearst, artiste de tournées, animateur culturel et enseignant.
Donald aide à mettre sur pied La Pitoune dans les années 1970 et en est l’animateur pendant quatre ans. En 1975, il est le cofondateur d’un théâtre de marionnettes, La Fabrique à Pantouf. Il donne aussi des spectacles de musique, surtout dans les écoles, et un atelier sur la musique aux élèves.
En mai 2003, le Festival franco-ontarien d’Ottawa nomma Donald ambassadeur à vie du festival, un honneur qui fut accompagné de l’enregistrement d’un spectacle par la Société Radio-Canada auquel plusieurs grands noms de la scène franco-ontarienne ont participé. Il est aussi la voix du narrateur Fernand Larose dans la pièce historique franco-ontarienne L'écho d'un peuple présentée dans Prescott-Russell.

## Discographie
Donald Poliquin a enregistré trois albums :
- Poliquin (musique traditionnelle et folklorique) - 1982
- Ziguedon! (pour enfants) - 1987
- Lueurs Boréales (contemporain) - 2004

De plus, en 1995, il a enregistré une cassette pour enfants, Fais-moi une caresse, soit la chanson thème officielle du Bal de Neige d’Ottawa. La chanson « Beau casse », tirée de son premier album, est probablement la chanson que le public associe le plus à Donald Poliquin.

## Enseignement
Donald a aussi été un excellent enseignant. Il voulait faire quelque chose de différent, et un ami lui a proposé de faire son entrée à la faculté de musique. Ce dernier lui a offert son  aide dans ce cheminement. Il passe donc son examen pratique. La première école où il enseigne est le Centre Jules-Léger, à Ottawa. Il y travaillera pendant dix ans. Les six prochaines années, Donald les passe à l’École secondaire catholique de Plantagenet (É.S.C.P.). À cette école, il met sur pied l’E.S.P.’rit d’Show Musique avec l’aide de quelques enseignants. Il a eu bien du plaisir à faire ce spectacle car, avec les années, les présentations se sont améliorées. À la dernière représentation de 2006, la troupe et les anciens élèves de l’E.S.P.’rit d’Show Musique rendent un hommage émouvant à « Monsieur P. » en lui interprétant l’une de ses chansons.
Donald Poliquin affirme avoir adoré l’É.S.C.P. Il dit que les gens de la campagne sont merveilleux et ont un grand cœur. Tout comme lui.

## Source
- Entrevue avec Donald Poliquin, le 24 octobre 2006.
- Texte original rédigé par un groupe du cours d'histoire de 12e année de l'École secondaire catholique de Plantagenet B, à l'automne 2006.